# Eupithecia perlineata
Eupithecia perlineata är en fjärilsart som beskrevs av Louis Beethoven Prout. Eupithecia perlineata ingår i släktet Eupithecia och familjen mätare. Inga underarter finns listade i Catalogue of Life.